# No Sleep Records
No Sleep Records és una discogràfica independent estatunidenca ubicada a Huntington Beach. Va ser fundada per Chris Hansen el 2006, qui abans havia treballat a Trustkill Records.
Ha publicat treballs de grups com Funeral for a Friend, La Dispute o Touché Amoré. També ha publicat recopilatoris promocionals de descàrrega gratuïta a internet en diverses ocasions. No Sleep Records s'associa estretament a l'estil de vida vegà i al revifament de l'interès pels discos de vinil.